# Модрина даурська
Модрина даурська (Larix gmelinii) — вид модрин родини соснових. Вид населяє пагорби, гори, кам'янисті схили, торфовища, болота, низовини субарктичних рівнин, річкові басейни, долини. Це дерево до 35 м заввишки та 150 см завширшки, часто значно менше через суворі місця та клімат; є довгі, горизонтально розлогі гілки та відкрита крона. Листя яскраво-зелене, восени жовте. Пилкові шишки 5–7 мм завдовжки, жовті. Насіннєві шишки пурпурно-червоні, при дозріванні коричневі, яйцеподібно-довгасті, 0,8–4 × 0,8–3 см.
Видовий епітет вшановує німецького натураліста, ботаніка і географа, дослідника Сибіру Йогана Георга Гмеліна.

## Підвиди
- Larix gmelinii var. gmelinii — пн.-сх. Китай: Маньчжурія, Внутрішня Монголія, Монголія, Російська Федерація: Східний Сибір, Далекий Схід (у тому числі Камчатка). Статус LC.
- Larix gmelinii var. japonica — Японія (Хоккайдо), Російська Федерація (Курильські о-ви, Сахалін). Статус LC.
- Larix gmelinii var. olgensis — пн.-сх. Китай (Цзілінь, Ляонін), Північна Корея, Російська Федерація (Примор'я). Статус NT.
- Larix gmelinii var. principis-rupprechtii — пн.-цн. Китай: Хебей, Хенань і пн. Шаньсі. Статус LC.

Місцеві назви: рос. лиственница Гмелина, кит.: 落叶松, luo ye song, яп. グイマツ, Gui-natsu, кор. 잎갈나무

## Поширення, екологія
Країни поширення: Китай (Хебей, Хейлунцзян, Цзілінь, Ляонін, Внутрішня Монголія, Шаньсі); Корейська Народно-Демократична Республіка; Монголія; Російська Федерація (Амурська область, Бурятія, Читинська область, Іркутська область, Камчатка, Хабаровський край, Курильські острови, Магаданська область, Примор'я, Сахалін, Якутія), Японія (Хоккайдо). Займає дуже велику площу і тому відбувається в широкому діапазоні середовищ існування: на рівнинних субарктичних рівнинах, в долинах річок, в горах, а також по краях боліт. Його діапазон висотна між 300 м і 1800 м над рівнем моря. Ґрунти страждають від вічної мерзлоти на більшій частині діапазону; клімат у великих частинах ареалу континентальний субарктичний, з дуже холодною зимою, і відносно сухий (400 мм до 500 мм). У більш морських районах кількість опадів піднімається до 1000 мм і більше. Це єдиний вид дерев в сх. Сибіру, який досягає граничних для дерев 72° 30' пн.ш., але в більш південній частині ареалу вид зазвичай змішується з Abies sibirica, Picea obovata, Pinus sylvestris. У бореальних хвойних лісах цей вид росте тільки на вічній мерзлоті або торф'яних ґрунтах. На високих болотах на Сахаліні і на Курильських островах зазвичай утворює чисті поселення, але на дещо сухих ділянках змішується з Abies sachalinensis var. sachalinensis, Picea jezoensis, Alnus hirsuta, Betula japonica, Betula ermanii, Salix. На гірських хребтів в морських умовах Північно-Східної Азії зростає з Abies nephrolepis, Abies holophylla, Picea obovata чи Picea jezoensis, Betula ermanii. Це дерево, а також Pinus pumila належать до найвитриваліших дерев, так як вони можуть витримувати температуру -70°С без ушкоджень.

## Опис

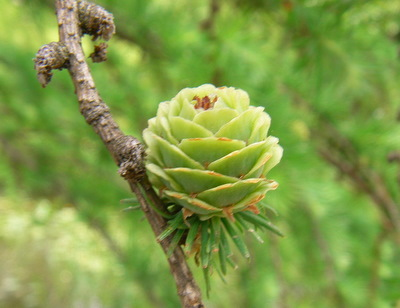
Шишка. Larix gmelinii var. japonica Сендай, Район Тайхаку, Префектура Міяґі, Японія

Дерева до 35 м у висоту і 150 см діаметра на рівні грудей, часто набагато менше через суворі місця і кліматичні зони; з довгими, горизонтально розлогими гілками і відкритою кроною. Кора на молодих деревах гладка, червоно-коричнева, стаючи темнішою і сивішою з віком, лускатою і в поздовжньому напрямку тріщинуватою. Листки яскраво-зелені, жовті восени, довжиною 2—3 см. Пилкові шишки на коротких пагонах, 5–7 мм довжиною, жовті. Насіннєві шишки на коротких пагонах, пурпурно-червоні, дозрівши, коричневі, яйцювато-довгасті; вони мають довжину від 0,8 до 4 см і діаметром від 0,8 до 3 см. Насіння сіре зі світло-коричневими плямами, косо яйцювате, 2–3 × 1–2 мм, з ≈ 10 мм, яскраво-оранжево-коричневими крилами. Запилення відбувається з травня по червень, насіння зріле у вересні.

## Використання
Є надзвичайно важливим джерелом деревини на російському Далекому Сході, де забезпечує традиційні колодяні будинки, залізничні шпали, огорожі й ворота, а також деревину для будівництва, суднобудування (у Японії і Сахаліні), а також паперову промисловість.

## Загрози та охорона
Ніяких конкретних загроз не було визначено для цього виду. Цей вид відомий з кількох заповідників, а також зустрічається у великій кількості в дуже віддалених районах.

## Галерея

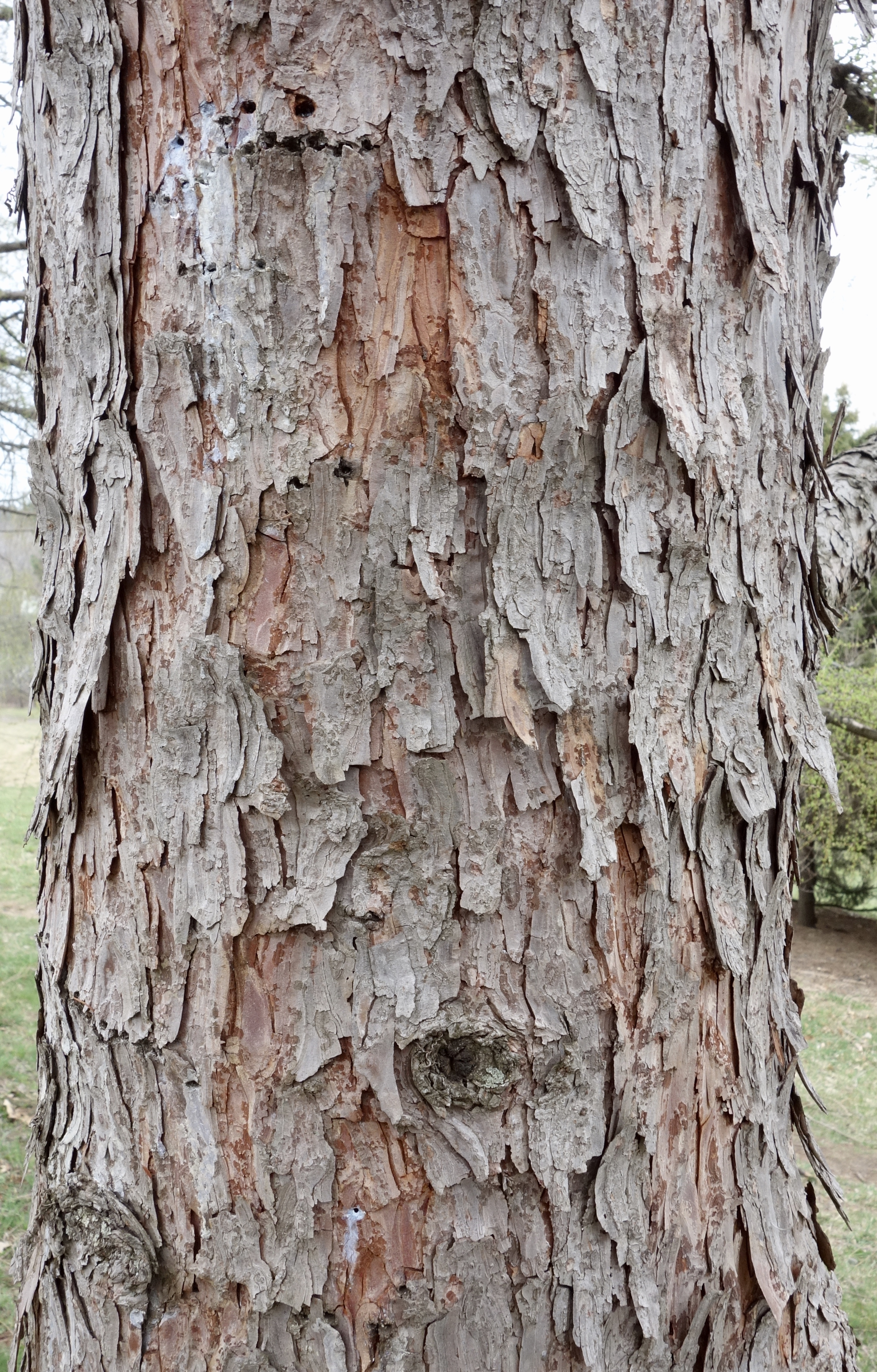
Кора
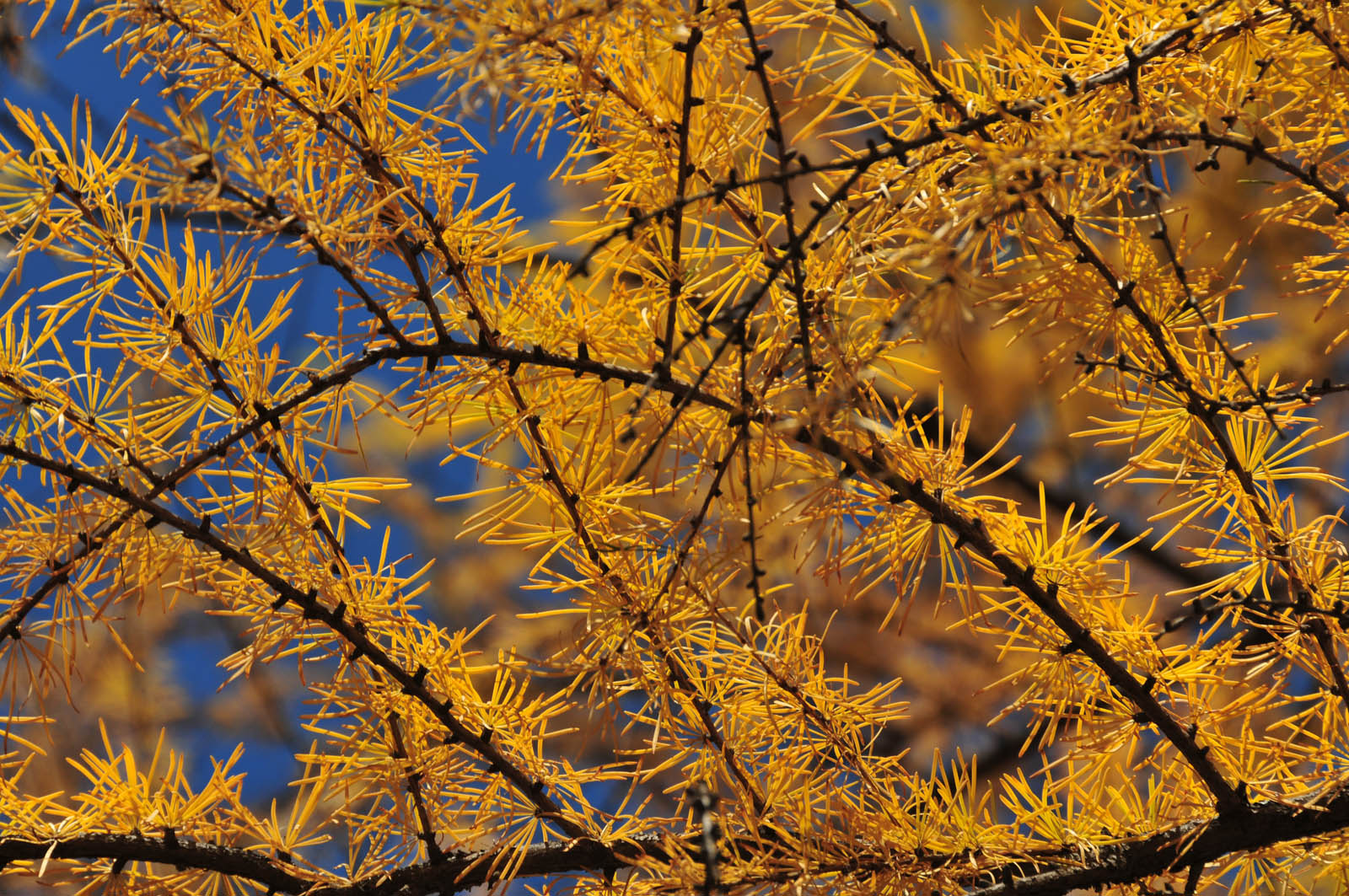
Листя восени
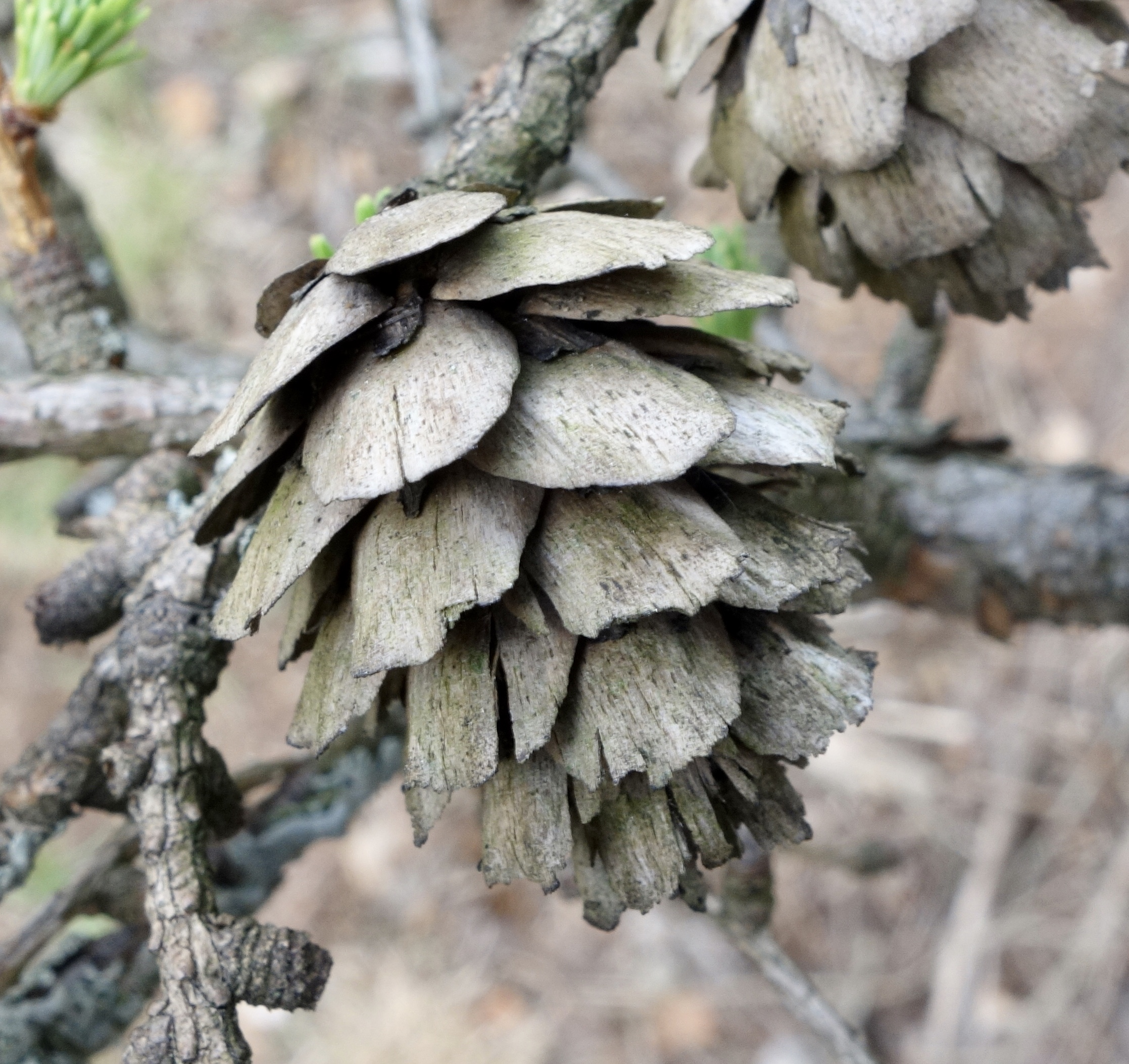
Стара насіннєва шишка